# Nimerigar
Als Nimerigar wird eine Rasse kleiner kriegerischer Menschen bezeichnet, die nach Erzählungen der Schoschonen früher das Gebiet von Wyoming besiedelt haben sollen. Die Nimerigar sollen sehr kriegerisch gewesen sein und mit kleinen Bögen vergiftete Pfeile abgeschossen haben. Auch sollen sie erkrankte Stammesmitglieder durch Zertrümmerung ihres Schädels getötet haben. Die Spekulationen um die Existenz der Nimerigar hat durch den Fund der Zwergenmumie von Wyoming 1932 neuen Auftrieb erhalten, da die Beschreibungen der Ureinwohner gut zu diesem Fund passen.